# Иглика Трифонова
Иглика Иванова Трифонова е български кино- и театрален режисьор.

## Биография
Родена е на 17 февруари 1957 г. в София. През 1982 г. завършва Кино и телевизионна режисура във ВИТИЗ и започва кариерата си като режисьор на документални филми. От този период са филмите ѝ „Лето господне 1990“ (1990, удостоен с първа награда на фестивала „При футура“ в Берлин), „Възможни разстояния“ (1992, с награда на фестивала на документалното кино в Молдова), „Разкази за убийства“ (1993), „Портрет на една актриса“ (1994) и „По пътя“ (1995).
Освен това Трифонова работи и като асистент на Георги Дюлгеров и Рангел Вълчанов. През 2001 г. дебютира в игралното кино като режисьор и сценарист на филма „Писмо до Америка“ (Номиниран за 73-тите Годишни награди на Американската филмова академия).
През 2003 г. режисира в Театър „Сълза и смях“ пиесата „Фенове“, написана от Елин Рахнев специално за Христо Гърбов и Валентин Танев.
Член на Обществения съвет към министъра на културата на Република България (от 2014).
Съпруга е на актьора Христо Гърбов.

## Филмография

### Като режисьор
Документални
- „Лето господне 1990-о“ (1990)
- „Възможни разстояния“ (1992)
- „Разкази за убийства“ (1993)
- „Портрет на една актриса“ (1994)
- „По пътя“ (1995)

Игрални
- Писмо до Америка (2001)
- Разследване (2006)
- (Лъжесвидетел[4]) * Прокурорът, защитникът, бащата и неговият син (2015)
- „Асансьор за пациенти“ (2017)

### Като актриса
- АкаТаМус (1988)
- Мера според мера (7-сер. тв, 1988) – жената на Димитрис

## Награди
През 2006 г. – филмът „Разследване“ получава на Фестивала „Златната роза“ във Варна специалната награда на журито, наградата на критиката, наградата за мъжка роля (за Красимир Доков) и наградата за операторско майсторство (за Рали Ралчев).
За „Лъжесвидетелят“ Иглика Трифонова печели награда на кинофестивала в Кан 2011 г. за най-добър сценарий в Централна и Източна Европа – наградата ScriptEast .
През май 2016 г. е отличена с орден „Св. св. Кирил и Методий“ – първа степен.